# Prydligt molnmott
Prydligt molnmott (Khorassania compositella) är en fjärilsart som beskrevs av Treitschke 1835. Prydligt molnmott ingår i släktet Khorassania och familjen mott. Enligt den svenska rödlistan är arten nära hotad i Sverige. Arten förekommer på Gotland och Öland samt tillfälligtvis även i Götaland. Artens livsmiljö är jordbrukslandskap. Inga underarter finns listade i Catalogue of Life.